# دانيلوا غريبينارت
دانيلو جريبنارت هو مؤرخ فرنسي ولد عام 1935 في سان أستير في دوردوني.

## سيرة شخصية
يتركز مجال أبحاثه على إفريقيا خاصة في نهاية عصور ما قبل التاريخ: العصر الحجري القديم الانتقالي، العصر الحجري الحديث وأوائل علم الفلزات. عمل باحثًا في المركز الوطني الفرنسي للبحث العلمي. انتدب من 1966 إلى 1970 بالجزائر في المركز الجزائري للبحوث الأنثروبولوجية وما قبل التاريخ والإثنوغرافيا (CRAP)، وكرس نفسه لدراسة الحضارة القبصية في منطقة السهول المرتفعة قبل الصحراء، بين الأغواط والحدود التونسية. . ثم انتدب لمدة سنتين إلى مصلحة الآثار المغربية بالرباط. كباحث ميداني في الوادي السفلي لنهر درعة وعلى الساحل الأطلسي الصحراوي في منطقة طرفاية ورأس جوبي.
التحق بعد ذلك، في جامعة بروفانس، بمختبر الأنثروبولوجيا وعصور ما قبل التاريخ والإثنوغرافيا لغرب البحر الأبيض المتوسط (LAPEMO)، حيث أجرى عدة بعثات في إطار الدورات التدريبية المختلفة للمجلس الوطني للبحث العلمي، وخاصة في النيجر. تتعلق أبحاثه في منطقة أغاديس ببدايات علم المعادن واستخدام المعادن والنحاس والحديد. وشارك في بعثات أخرى في اليمن والغابون وموريتانيا.
منذ تقاعده عام 1996، كرس نفسه للرسم.

## فهرس
- Le Capsien des régions de Tébessa et d'Ouled-Djellal (Algérie). Contribution à son étude, éd. Université de Provence, Aix-en-Provence, 1976, 335 p., 142 fig.
- La région d'In Gall-Tegidda n'Tessemt (Niger). Programme archéologique d'urgence, 1977-1981, t. II. Le Néolithique final et les débuts de la métallurgie, Études Nigériennes, Paris, no 49, 416 p., 279 fig.
- Les premiers métallurgistes en Afrique Occidentale, éd. Errance, Paris, 1988, 290 p., 59 fig.
- Gouletquer P. et Grébénart D. (1979) — "Figurines en terre cuite au Néolithique de la région d'Agadez (République du Niger)." Bulletin de la Société Préhistorique Française, t. 76, n°3, p. 91-96.